# Ingrid Felix
Ingrid Bernardes Felix (nascida em 16 de novembro de 1988, em Belo Horizonte)  é uma jogadora de vôlei brasileira, que tem 1.78m de altura e joga como receptora-atacante.

## Clubes Brasileiros[3]
| Clube                     | De        | Até       |
| ------------------------- | --------- | --------- |
| EC União Suzano           | 2005-2006 | 2005-2006 |
| Volei Futuro              | 2006-2007 | 2006-2007 |
| São Caetano               | 2007-2008 | 2007-2008 |
| Clube Esportivo Banespa   | 2008-2009 | 2008-2009 |
| Minas Tênis Clube         | 2009-2010 | 2010-2011 |
| Macaé Esportes            | 2011-2011 | 2011-2011 |
| Clube Esportivo Mackenzie | 2011-2012 | 2011-2012 |
| Sesi-SP                   | 2012-2013 | 2012-2013 |
| Osasco Voleibol Clube     | 2013-2014 | 2013-2014 |
| Volei Bauru               | 2014-2015 | 2015-2016 |
| Brasília Volei            | 2019-2020 | …         |

## Prêmios

### Seleção Brasileira
- Campeonato Mundial Sub 20
  - Vencedora: 2007
- Copa Pan-Americana
  - Finalista: 2007

### Clubes
- Mundial de Clubes
  - Finalista: 2014
- Campeonato Sul-Americano de Clubes
  - Finalista: 2014
- Copa do Brasil
  - Vencedora: 2014